# Średnia Krokiew
Die Średnia Krokiew (übersetzt: Mittlere Krokiew[-Schanze]) im polnischen Zakopane ist eine Anlage am Nordhang des gleichnamigen Berges Krokiew (auf Deutsch: Sparren) in der Westtatra, bestehend aus mehreren Skisprungschanzen: eine Normalschanze der Größe K 95 (Średnia Krokiew), eine mittlere Schanze der Größe K 64 (Mała Krokiew, „kleine Krokiew“), sowie zwei kleinere Schanzen der Größen K 23 (Malutka Krokiew, „kleinere Krokiew“) und K 37 (Maleńka Krokiew, „sehr kleine Krokiew“). Alle Schanzen sind für den Sommerbetrieb mit Matten belegt.
Neben dieser Anlage stehen die größte Schanze in Zakopane mit K 125, die Wielka Krokiew, und die allerkleinste mit K 15, Adaś (benannt nach dem Spitznamen von Adam Małysz).

## Geschichte

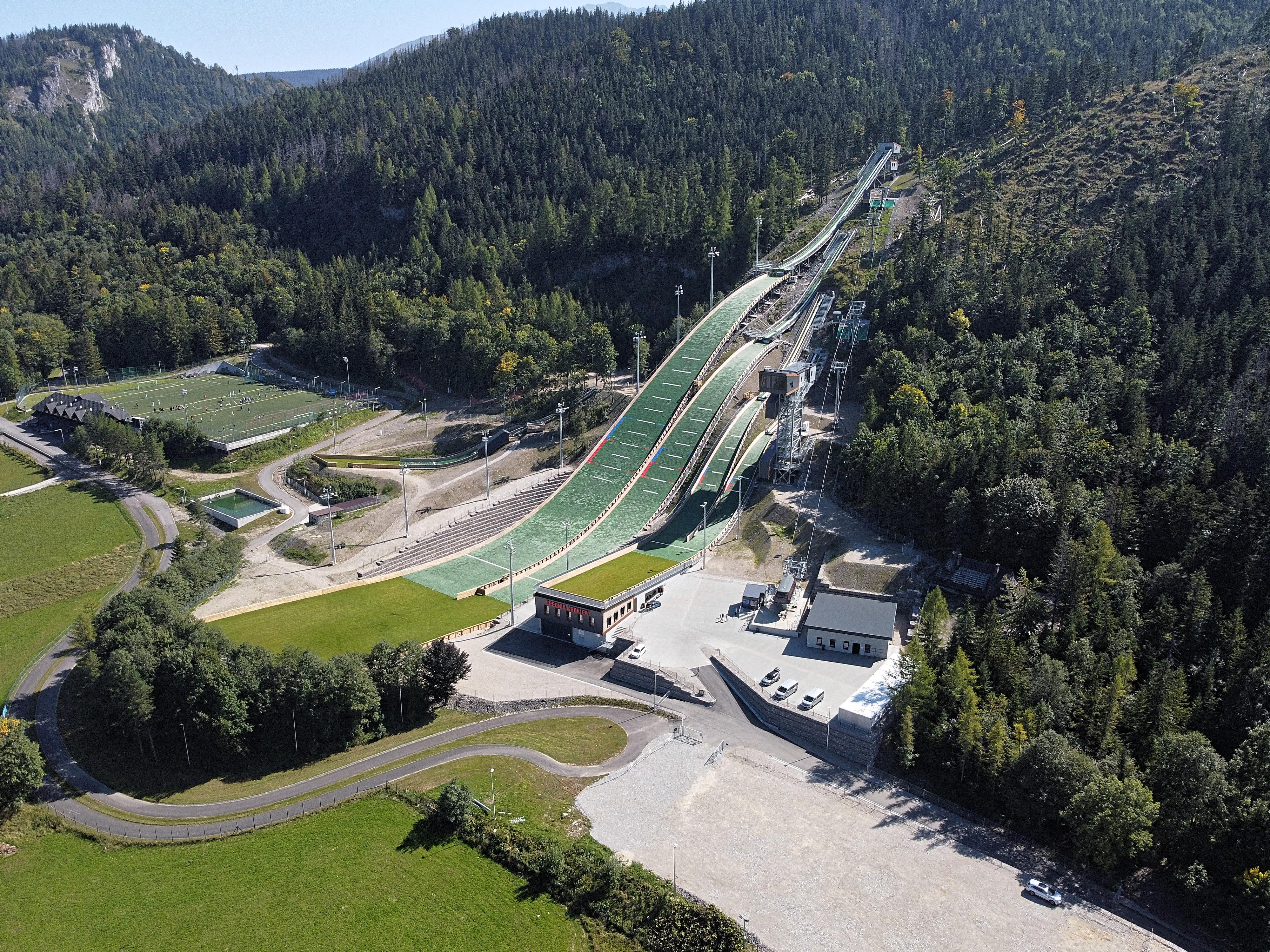
Aus der Luftperspektive im Sommer

Im Jahr 1950 wurden die drei Schanzen K 35, K 65 und K 80 gebaut und sind sehr wichtige Trainingsschanzen der Vereine aus Zakopane. Neben der heutigen K 37-Schanze gab es früher einmal eine K 30-Schanze, die nach dem Umbau 2004 aber nicht mehr neu aufgebaut wurde. 2008 sollte die Junioren-WM in Szczyrk stattfinden, wurde aber wegen Schneemangels auf der Średnia Krokiew ausgetragen.
Bereits seit 2013 war ein Abriss und Neubau des Średnia-Korkiew-Schanzenkomplex geplant, um in Zakopane wieder Weltmeisterschaften ausrichten zu können. Die Rückbauarbeiten begannen schließlich im Frühjahr 2019. Die Modernisierung wurde bis Juli 2021 abgeschlossen und kostete insgesamt zwischen 40 und 50 Millionen Złoty (zwischen 9,5 und 12 Millionen Euro). Neben den modernisierten vier Schanzen wurde außerdem noch eine K 23-Kinderschanze gebaut. 2022 fand auf der Normalschanze die Junioren-WM statt.

## Internationale Wettbewerbe
Genannt werden alle von der FIS organisierten Sprungwettbewerbe.
| Datum            | Kategorie         | Schanze | 1. Platz                                                          | 2. Platz                                                                        | 3. Platz                                                              |
| ---------------- | ----------------- | ------- | ----------------------------------------------------------------- | ------------------------------------------------------------------------------- | --------------------------------------------------------------------- |
| 18. Februar 1962 | Weltmeisterschaft | K70     | Toralf Engan                                                      | Antoni Łaciak                                                                   | Helmut Recknagel                                                      |
| 26. Januar 1980  | Weltcup           | K82     | Stanisław Bobak                                                   | Ivar Mobekk                                                                     | Olaf Schmidt                                                          |
| 18. Januar 1981  | Weltcup           | K82     | Wettkampf wegen Schneemangels abgesagt                            | Wettkampf wegen Schneemangels abgesagt                                          | Wettkampf wegen Schneemangels abgesagt                                |
| 15. August 1998  | Continental Cup   | K85     | Falko Krismayr                                                    | Jakub Janda Jaka Grosar                                                         | –                                                                     |
| 16. August 1998  | Continental Cup   | K85     | Robert Mateja                                                     | Gerhard Gattinger Roland Schraml                                                | –                                                                     |
| 14. August 1999  | Continental Cup   | K85     | Frank Löffler                                                     | Wojciech Skupień                                                                | Łukasz Kruczek Primož Urh-Zupan                                       |
| 15. August 1999  | Continental Cup   | K85     | Dirk Else                                                         | Adam Małysz                                                                     | Bine Norčič                                                           |
| 7. Februar 2001  | Universiade       | K85     | Łukasz Kruczek                                                    | Choi Heung-chul                                                                 | Artur Chamidullin                                                     |
| 7. Februar 2001  | Universiade       | K85     | SlowenienBlaž Vrhovnik Miha Rihtar Gašper Čavlovič Bine Norčič    | SüdkoreaKim Hyun-ki Choi Yong-jik Kim Heung-soo Choi Heung-chul                 | FinnlandSakari Leppiaho Markus Makela Petteri Väänänen Teemu Summanen |
| 22. Juni 2003    | FIS-Rennen        | K85     | Adam Małysz                                                       | Wojciech Skupień                                                                | Marcin Bachleda                                                       |
| 5. März 2006     | FIS-Cup           | HS94    | Roman Koudelka                                                    | Dawid Kowal                                                                     | Anže Damjan                                                           |
| 17. Februar 2007 | FIS-Cup           | HS94    | Maciej Kot                                                        | Gerald Wambacher                                                                | Nicolas Fettner                                                       |
| 18. Februar 2007 | FIS-Cup           | HS94    | Pawel Karelin                                                     | Gerald Wambacher                                                                | Krzysztof Miętus                                                      |
| 24. August 2007  | Junioren          | HS72    | Klemens Murańka                                                   | Aleksander Zniszczoł                                                            | Grzegorz Miętus                                                       |
| 27. Februar 2008 | Junioren-WM       | HS94    | Andreas Wank                                                      | Shōhei Tochimoto                                                                | Andreas Strolz                                                        |
| 28. Februar 2008 | Junioren-WM       | HS94    | Jacqueline Seifriedsberger                                        | Elena Runggaldier                                                               | Katja Požun                                                           |
| 29. Februar 2008 | Junioren-WM       | HS94    | DeutschlandFelix Schoft Severin Freund Pascal Bodmer Andreas Wank | ÖsterreichThomas Thurnbichler Manuel Poppinger David Unterberger Andreas Strolz | PolenKrzysztof Miętus Maciej Kot Dawid Kowal Łukasz Rutkowski         |
| 29. August 2008  | Junioren          | HS72    | Aleksander Zniszczoł                                              | Markku Maatela                                                                  | Sami Saapunki                                                         |
| 7. Februar 2009  | Continental Cup   | HS94    | Sarah Hendrickson                                                 | Juliane Seyfarth                                                                | Lindsey Van                                                           |
| 8. Februar 2009  | Continental Cup   | HS94    | Wettkampf abgesagt                                                | Wettkampf abgesagt                                                              | Wettkampf abgesagt                                                    |
| 6. März 2010     | Continental Cup   | HS94    | Daniela Iraschko                                                  | Ulrike Gräßler                                                                  | Anette Sagen                                                          |
| 7. März 2010     | Continental Cup   | HS94    | Daniela Iraschko                                                  | Ulrike Gräßler                                                                  | Eva Logar                                                             |
| 12. Februar 2011 | Continental Cup   | HS94    | Coline Mattel                                                     | Sara Takanashi                                                                  | Eva Logar                                                             |
| 13. Februar 2011 | Continental Cup   | HS94    | Coline Mattel                                                     | Sara Takanashi                                                                  | Elena Runggaldier                                                     |
| 22. Juli 2011    | Continental Cup   | HS94    | Maja Vtič                                                         | Lisa Demetz                                                                     | Katharina Althaus                                                     |
| 20. Januar 2012  | Continental Cup   | HS94    | Sarah Hendrickson                                                 | Daniela Iraschko                                                                | Ema Klinec                                                            |
| 20. Januar 2012  | Continental Cup   | HS94    | Daniela Iraschko                                                  | Sarah Hendrickson                                                               | Ema Klinec                                                            |